# Fisiología evolutiva

A menudo se presume que la selección natural y sexual actúa más directamente en el comportamiento (por ejemplo, lo que un animal elige hacer cuando se enfrenta a un depredador), que se expresa dentro de los límites establecidos por las capacidades de desempeño de todo el organismo (por ejemplo, qué tan rápido puede correr) que están determinados por rasgos subordinados (por ejemplo, composición de tipo de fibra muscular). Una debilidad de este modelo conceptual y operacional es la ausencia de un reconocimiento explícito de los rasgos del lugar de la historia de la vida.

La fisiología evolutiva es el estudio de la evolución fisiológica, es decir, la forma en que las características funcionales de los individuos en una población de organismos han respondido a la selección entre múltiples generaciones durante la historia de la población.
Es una subdisciplina de fisiología y biología evolutiva. Los profesionales en este campo provienen de una variedad de antecedentes, incluyendo fisiología, biología evolutiva, ecología y genética. 

En consecuencia, la gama de fenotipos estudiados por los fisiólogos evolutivos es amplia, e incluye historia de vida, comportamiento, rendimiento de todo el organismo, morfología funcional, biomecánica, anatomía, fisiología clásica, endocrinología, bioquímica y evolución molecular. Está estrechamente relacionado con la fisiología comparada y la fisiología ambiental, y sus hallazgos son una preocupación importante de la medicina evolutiva. Una definición que se ha ofrecido es:
...el estudio de las bases fisiológicas de la condición física, es decir, la evolución correlacionada (incluidas las limitaciones y las concesiones) de la forma y función fisiológicas asociadas con el medio ambiente, la dieta, la homeostasis, el manejo de la energía, la longevidad y la mortalidad y características de la historia de vida.

## Historia
Como su nombre lo indica, la fisiología evolutiva es el producto de dos disciplinas científicas distintas. Según Garland y Carter, la fisiología evolutiva surgió a fines de la década de 1970, luego de los debates sobre el estado metabólico y termorregulador de los dinosaurios (ver fisiología de los dinosaurios) y reptiles parecidos a los mamíferos. 
Este período fue seguido por intentos a principios de la década de 1980 de integrar la genética cuantitativa en la biología evolutiva, que tuvo efectos de desbordamiento en otros campos, como la ecología del comportamiento y la ecofisiología. A mediados y finales de los años 80, los métodos comparativos filogenéticos comenzaron a ser populares en muchos campos, incluida la ecología fisiológica y la fisiología comparada. Un volumen de 1987 titulado "Nuevas direcciones en la fisiología ecológica"  tenía poca ecología pero un énfasis considerable en los temas evolutivos. Generó un vigoroso debate y, en pocos años, la Fundación Nacional de Ciencia había desarrollado un panel titulado Fisiología ecológica y evolutiva . 
Poco después, los experimentos de selección y la evolución experimental se hicieron cada vez más comunes en la fisiología evolutiva. La macrofisiología ha surgido como una subdisciplina, en la cual los profesionales intentan identificar patrones a gran escala en rasgos fisiológicos (por ejemplo, patrones de covariación con latitud) y sus implicaciones ecológicas.
Más recientemente, la importancia de una fusión de la biología evolutiva y la fisiología se ha discutido desde la perspectiva de los análisis funcionales, la epigenética y una síntesis evolutiva extendida. El crecimiento de la fisiología evolutiva también se refleja en la aparición de subdisciplinas, como la endocrinología evolutiva, que aborda preguntas híbridas como "¿Cuáles son los mecanismos endocrinos más comunes que responden a la selección en función del comportamiento o rasgos de la historia de vida?" 

## Propiedades emergentes
Como una disciplina científica híbrida, la fisiología evolutiva proporciona algunas perspectivas únicas. Por ejemplo, una comprensión de los mecanismos fisiológicos puede ayudar a determinar si un patrón particular de variación fenotípica o covariación (como una relación alométrica) representa lo que posiblemente podría existir o solo lo que la selección ha permitido. De manera similar, un conocimiento profundo de los mecanismos fisiológicos puede mejorar en gran medida la comprensión de las posibles razones de las correlaciones y restricciones evolutivas que lo que es posible para muchos de los rasgos típicamente estudiados por los biólogos evolutivos (como la morfología). 

## Áreas de investigación
Las áreas importantes de la investigación actual incluyen: 
- El rendimiento del organismo como un fenotipo central (por ejemplo, medidas de velocidad o resistencia en la locomoción animal)
- Papel del comportamiento en la evolución fisiológica
- Bases fisiológicas y endocrinológicas de la variación en los rasgos de la historia de vida (por ejemplo, tamaño de puesta)
- Significado funcional de la evolución molecular
- Grado de adaptación de las diferencias de especies
- Fundamentos fisiológicos de límites a rangos geográficos
- Variación geográfica en fisiología[14]
- Papel de la selección sexual en la conformación de la evolución fisiológica
- Magnitud de la "señal filogenética" en rasgos fisiológicos
- Papel de los patógenos y parásitos en la evolución fisiológica y la inmunidad
- Aplicación del modelado de optimalidad para elucidar el grado de adaptación
- Papel de la plasticidad fenotípica en la contabilidad de las diferencias individuales, de población y de especies[15]
- Bases mecanicistas de las compensaciones y restricciones en la evolución (por ejemplo, la restricción de Carrier para correr y respirar)
- Límites en la tasa metabólica sostenida
- Origen de las relaciones de escala alométrica o leyes alométricas (y la llamada teoría metabólica de la ecología)
- Variación individual (ver también Psicología diferencial)
- Significado funcional de los polimorfismos bioquímicos
- Análisis de la variación fisiológica a través de la genética cuantitativa
- Paleofisiología y evolución de la endotermia
- Fisiología Humana adaptativa
- Medicina darwiniana
- Evolución de los antioxidantes dietéticos

## Técnicas
- Selección artificial y evolución experimental[16] rueda de ratón corriendo video
- Análisis genéticos y manipulaciones[1]
- Medición de la selección en la naturaleza[17]
- Plasticidad y manipulación fenotípicas[1]
- Comparaciones de base filogenética[18]
- Mediciones de agua doblemente etiquetadas de demandas de energía de vida libre de animales

## Financiación y sociedades
En los Estados Unidos, la investigación en fisiología evolutiva es financiada principalmente por la National Science Foundation. Una serie de sociedades científicas presentan secciones que abarcan la fisiología evolutiva, que incluyen: 
- Sociedad Fisiológica Americana "integrando las ciencias de la vida de la molécula al organismo"
- Sociedad para la biología integrativa y comparativa
- Sociedad de Biología Experimental

## Algunas revistas que frecuentemente publican artículos sobre fisiología evolutiva
- The American Naturalist
- Comparative Biochemistry and Physiology
- Comprehensive Physiology
- Ecology
- Evolution Archivado el 25 de abril de 2006 en Wayback Machine.
- Functional Ecology
- Integrative and Comparative Biology
- Journal of Comparative Physiology
- Journal of Evolutionary Biochemistry and Physiology
- Journal of Evolutionary Biology
- Journal of Experimental Biology
- Physiological and Biochemical Zoology